# 황태호
황태호(1967년 4월 11일 ~, 히야마 마쓰히로, 檜山泰浩)는 쌍방울 레이더스에서 뛴 재일교포 야구 선수다. 도스쿠 고등학교를 졸업했다.

## 등번호
- 24 (1986~1991)
- 28 (1992)

## 같이 보기
- 1992년 쌍방울 레이더스 시즌